# Dowbysch
Dowbysch (ukrainisch Довбиш; russisch Довбыш, polnisch Dowbyszów) ist eine Siedlung städtischen Typs in der ukrainischen Oblast Schytomyr mit etwa 4200 Einwohnern (2019).

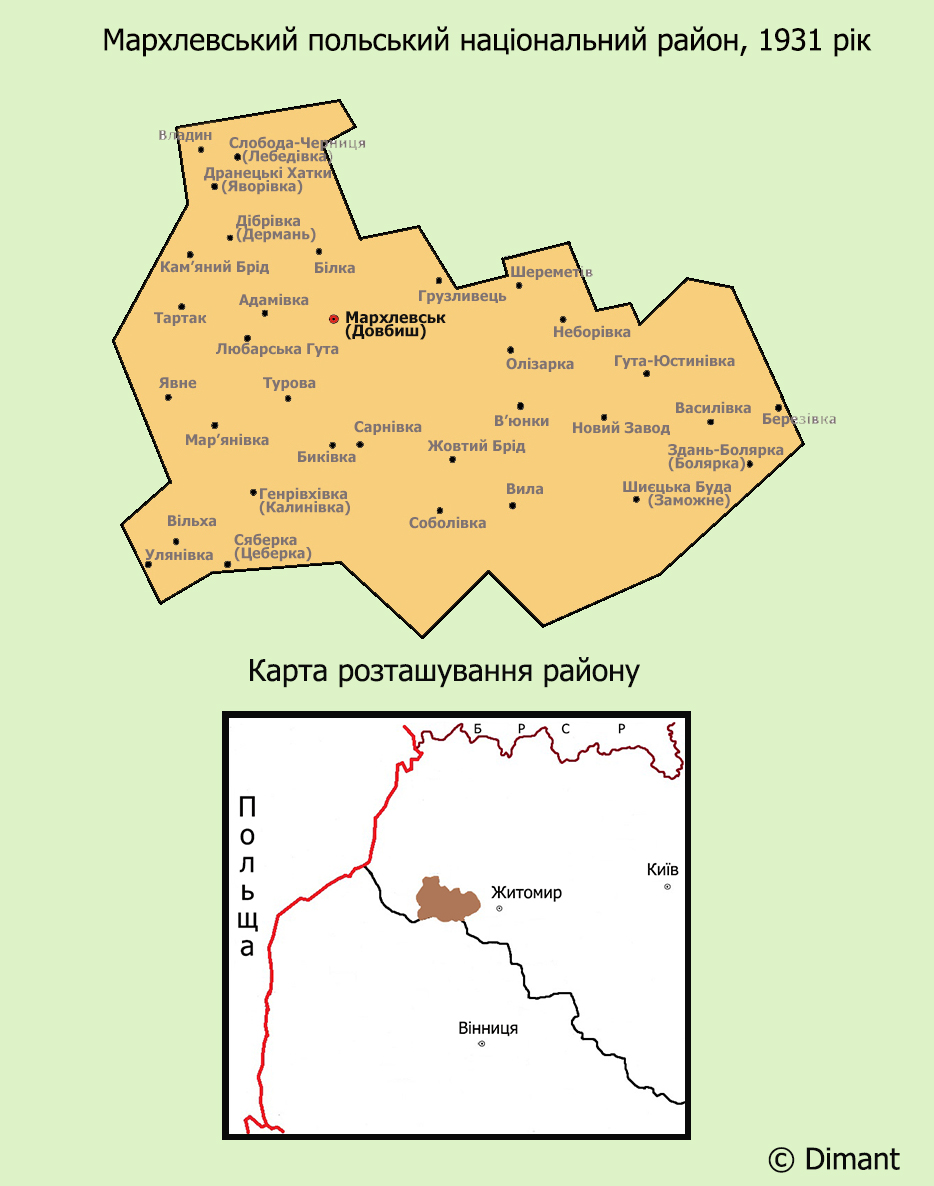
Polrajon

## Geschichte
Dowbysch wurde 1569 gegründet und erhielt 1938 den Status einer Siedlung städtischen Typs.
Zwischen 1927 und 1944 hieß die Ortschaft nach dem polnischen Politiker Julian Balthasar Marchlewski Marchlewsk, als sie die Hauptstadt des Nationalpolnischen Rajons war, in Vorbereitung des Revolutionsexports nach dem Muster der Moldauischen Autonomen Sozialistischen Sowjetrepublik bzw. Transnistriens. Die Polen machten über 70 % der Bewohner des Rajons aus. Vor der Polnischen Operation des NKWD wurde der Nationalrajon abgeschafft. Am 15. August 1944 wurde der Ort schließlich wieder auf seinen aktuellen Namen zurückbenannt.

## Geographie
Dowbysch ist noch heute ein wichtiges Zentrum für Polen, die in der Oblast fast 50.000 zählen. Im Ort gibt es seit 1823 eine Porzellanfabrik.
Dowbysch liegt an der Territorialstraße T–06–18 58 km nordwestlich vom Oblastzentrum Schytomyr und 40 km nordöstlich vom ehemaligen Rajonzentrum Baraniwka.

## Verwaltungsgliederung
Am 27. Juli 2016 wurde die Siedlung zum Zentrum der neugegründeten Siedlungsgemeinde Dowbysch (ukrainisch Довбиська селищна громада/Dowbuska selyschtschna hromada), zu dieser zählten die Siedlung städtischen Typs Marjaniwka sowie die 9 in der untenstehenden Tabelle aufgelisteten Dörfer, bis dahin bildete sie zusammen mit dem Dorf Adamiwka die gleichnamige Siedlungsratsgemeinde Dowbysch (Довбиська селищна рада/Dowbuska selyschtschna rada) im Osten des Rajons Baraniwka.
Am 12. Juni 2020 kamen noch die Siedlung städtischen Typs Kamjanyj Brid und die 4 Dörfer Dibriwka, Tartak, Tscherwonodwirka und Schowte zum Gemeindegebiet.
Am 17. Juli 2020 kam es im Zuge einer großen Rajonsreform zum Anschluss des Rajonsgebietes an den Rajon Swjahel.
Folgende Orte sind neben dem Hauptort Dowbysch Teil der Gemeinde:
| Name                     | Name           | Name                               |
| ukrainisch transkribiert | ukrainisch     | russisch                           |
| ------------------------ | -------------- | ---------------------------------- |
| Adamiwka                 | Адамівка       | Адамовка (Adamowka)                |
| Dibriwka                 | Дібрівка       | Дибровка (Dibrowka)                |
| Dorohan                  | Дорогань       | Дорогань (Dorogan)                 |
| Kamjanyj Brid            | Кам'яний Брід  | Каменный Брод (Kamennyj Brod)      |
| Lissowa Poljana          | Лісова Поляна  | Лесовая Поляна (Lessowaja Poljana) |
| Ljubarska Huta           | Любарська Гута | Любарская Гута (Ljubarskaja Guta)  |
| Marjaniwka               | Мар'янівка     | Марьяновка (Marjanowka)            |
| Natalija                 | Наталія        | Наталия                            |
| Oschhiw                  | Ожгів          | Ожгов (Oschgow)                    |
| Ossytschne               | Осичне         | Осычно (Ossytschno)                |
| Schowte                  | Жовте          | Жёлтое (Schjoltoje)                |
| Sjatynez                 | Зятинець       | Зятинец (Sjatinez)                 |
| Tartak                   | Тартак         | Тартак                             |
| Tscherwonodwirka         | Червонодвірка  | Червонодворка (Tscherwonodworka)   |
| Turowa                   | Турова         | Туровая (Turowaja)                 |